# Тимельовець жовтогорлий
Тимельове́ць жовтогорлий (Pterorhinus galbanus) — вид горобцеподібних птахів родини Leiothrichidae. Мешкає в Індії, М'янмі і Бангладеш.

## Опис
Довжина птаха становить 23 см. Верхня частина тіла світло-оливково-коричнева. Хвіст сірий з білим кінчиком. Обличчя чорне, тім'я сірувате. Нижня частина тіла жовта.

## Поширення і екологія
Жовтогорлі тимельовці поширені на кордоні між Північно-Східною Індією, М'янмою і Бангладеш, зокрема в горах Паткай і Лушай. Вони живуть в тропічних лісах, чагарникових заростях і на луках. Зустрічаються на висоті від 610 до 1300 м над рівнем моря. 

## Поведінка
Жовтогорлі тимельовці живуть парами або невеликими зграйками, іноді утворюють великі зграї до 80 птахів. до яких приєднуються гімалайські тимельовці. Живляться комахами і насінням. В кладці 2-4 яйця. Інкубаційний період триває 13 днів, насиджують і самиці, і самці.